# Schulausschuss
Als Schulausschuss wird ein Fachausschuss eines Parlaments oder eines kommunalen Vertretungsorgans bezeichnet, der sich mit Fragen des Schulwesens im Sinne von Art. 7 des Grundgesetzes in der betreffenden Gebietskörperschaft befasst.
Daneben gibt es in Deutschland den Schulausschuss der Kultusministerkonferenz.
„Schulausschuss“ wird in Rheinland-Pfalz darüber hinaus ein Vertretungsorgan von Lehrern, Eltern und Schülern einer Schule genannt. In den meisten anderen Ländern der Bundesrepublik Deutschland wird diese Institution als „Schulkonferenz“ bezeichnet.

## Schulausschüsse als Organe der Legislative in der repräsentativen Demokratie
Die Schulpolitik ist nach Art. 30 und 74 des Grundgesetzes weitestgehend Angelegenheit der Bundesländer. Über grundlegende Fragen der Schulpolitik wird in den Landtagen der jeweiligen Bundesländer entschieden. Diese verabschieden die Schulgesetze ihres Bundeslandes. Vorbereitet werden die Beschlüsse in dem Fachausschuss, der für Fragen der Schulpolitik zuständig ist und zumeist umgangssprachlich „Schulausschuss“ genannt wird. Seine genaue Bezeichnung variiert von Bundesland zu Bundesland.
Auf allen Ebenen (Bundesland, Landkreis, Stadt bzw. Gemeinde) spiegeln Fachausschüsse, also auch die Schulausschüsse, die Mehrheitsverhältnisse in den Vertretungsorganen der betreffenden Gebietskörperschaft wider.

## Schulausschüsse als Organe der Kommunalen Selbstverwaltung
Im Rahmen der Kommunalen Selbstverwaltung nach Art. 28 des Grundgesetzes sind Landkreise, Städte und Gemeinden für den Betrieb der öffentlichen Schulen in ihrem Einzugsbereich zuständig, deren Träger sie bzw. Schulverbände mehrerer Gemeinden demzufolge in der Regel sind. Entscheidungen über diese Schulen werden von den Kreistagen und den Stadt- bzw. Gemeinderäten getroffen. Diese Regelung wurde am 11. März 1949 auf einer Dreizonen-Tagung für Schulverwaltungsreform in Comburg beschlossen.

### Kreistage
Auch auf (Land-)Kreisebene gibt es Fachausschüsse als Ausschüsse des Kreistags des jeweiligen (Land-)Kreises. Die genaue Bezeichnung der allgemein „Schulausschuss“ genannten Gremien variiert von (Land-)Kreis zu (Land-)Kreis. Zuständig sind die Schulausschüsse der (Land-)Kreise für die Schulentwicklungsplanung sowie für die Schulen in der Trägerschaft des betreffenden Kreises.

### Städte und Gemeinden
Die Schulausschüsse der Städte und Gemeinden bereiten als Fachausschüsse die Entscheidungen des Hauptausschusses bzw. Verwaltungsausschusses und des Stadt- bzw. Gemeinderats ihrer Gebietskörperschaft vor. Zuständig sind sie für die Schulen in der Trägerschaft ihrer Kommune. Bis zur Zeit unmittelbar nach dem Zweiten Weltkrieg wurden die Schulausschüsse der Gemeinden Schulvorstände genannt.

## Schulausschuss der Kultusministerkonferenz
Der Schulausschuss der Kultusministerkonferenz wurde anlässlich der 5. Plenarsitzung der KMK am 19./20. Oktober 1948 als ständiger Ausschuss eingesetzt. Dem Schulausschuss gehören Vertreter aller Länder der Bundesrepublik Deutschland an, in der Regel die Leiter der Schulabteilungen der Kultusministerien bzw. entsprechenden Senatsverwaltungen der Stadtstaaten. Der Schulausschuss tritt in der Regel viermal im Jahr zu zweitägigen Sitzungen zusammen, auf denen aktuelle gemeinsam berührende Schulfragen beraten und für eine Beschlussfassung im Plenum bzw. der Amtschefskonferenz der KMK vorbereitet, bei Einstimmigkeit in bestimmten Fällen auch als Beschlüsse der KMK abschließend entschieden werden.

## Schulausschüsse in Rheinland-Pfalz
Die Stellung des Schulausschusses als Vertretung der Lehrer, der Eltern und der Schüler einer Schule ergibt sich aus § 48 des „Landesgesetzes über die Schulen in Rheinland-Pfalz“.
Dort heißt es: „Der Schulausschuss ist zu hören,
1. vor Erweiterung, Einschränkung oder Aufhebung der Schule,
2. vor Verleihung einer Bezeichnung oder Änderung der Bezeichnung der Schule,
3. vor Einbeziehung der Schule in Schulversuche,
4. vor Androhung des Ausschlusses oder dem Ausschluss eines Schülers,
5. bei Widersprüchen gegen Entscheidungen der Schule auf Antrag des Widerspruchsführers.

Die Bestellung des Schulleiters erfolgt im Benehmen mit dem Schulausschuss.“
Dem Schulausschuss gehören an:
1. der Schulleiter als Vorsitzender, mit beratender Stimme,
2. drei bis neun Vertreter der Lehrer, Schüler und Eltern im jeweils gleichen Verhältnis,
3. bei berufsbildenden Schulen je ein Vertreter der Arbeitnehmer und der Arbeitgeber.